# Armada romana

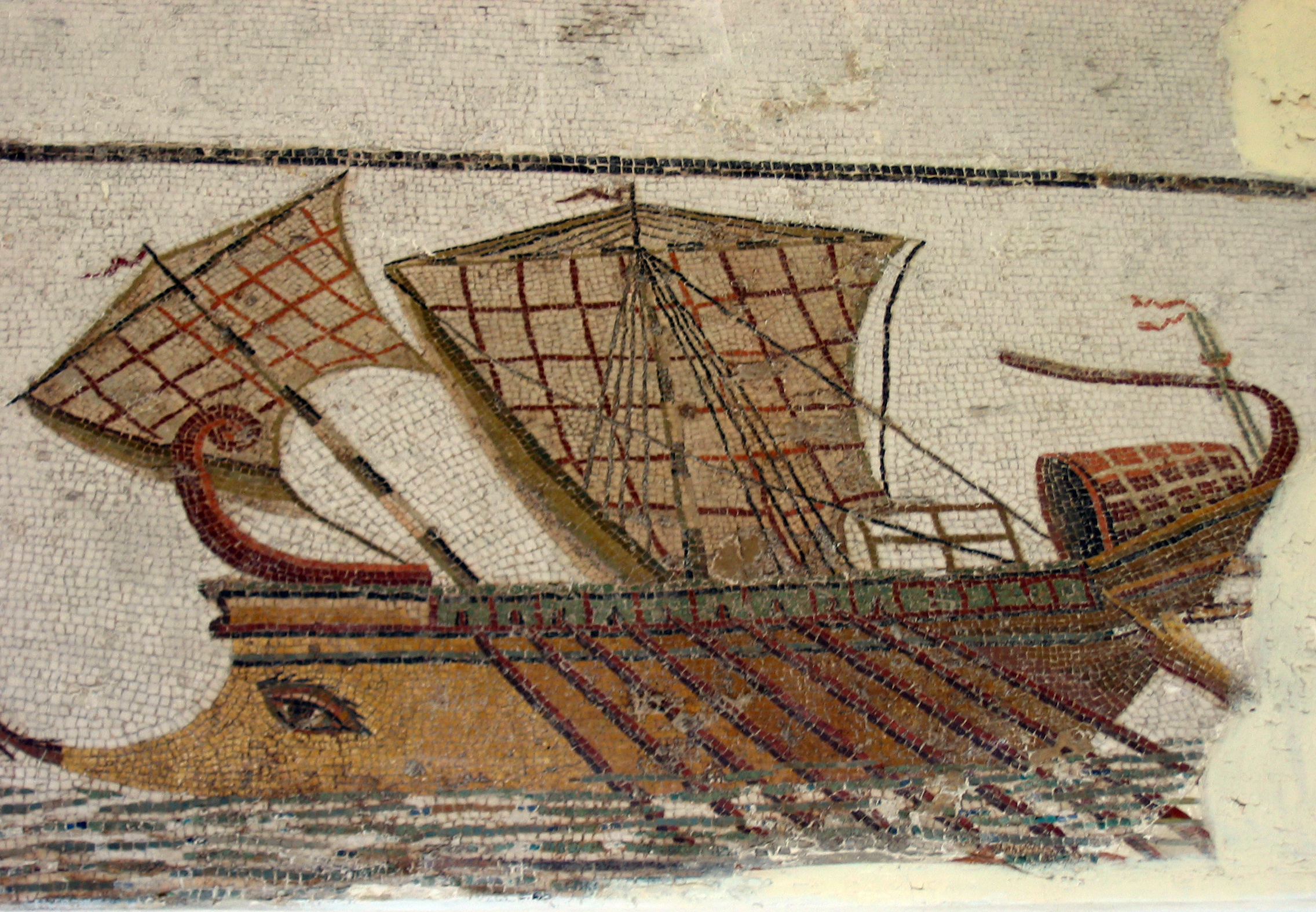
Trirreme romano representado en un mosaico.

La Armada romana (en latín classis, literalmente flota) comprendió las fuerzas navales del Antiguo Estado Romano. A pesar de desempeñar un papel decisivo en la expansión romana por el Mediterráneo, la armada nunca tuvo el prestigio de las legiones romanas. A lo largo de su historia los romanos fueron un pueblo esencialmente terrestre, y dejaron los temas náuticos en manos de pueblos más familiarizados con ellos, como los griegos y los egipcios, para construir barcos y mandarlos. Parcialmente debido a esto, la armada nunca fue totalmente abrazada por el Estado Romano, y se consideraba «no romana». En la antigüedad, las armadas y las flotas comerciales no tenían la autonomía logística que en la actualidad. A diferencia de las fuerzas navales modernas, la armada romana, incluso en su apogeo, no existió de forma autónoma, sino que operó como un adjunto del Ejército romano.
En el transcurso de la primera guerra púnica la armada fue expandida masivamente y jugó un papel vital en la victoria romana y en la ascensión de la República romana a la hegemonía en el Mediterráneo. Durante la primera mitad del siglo II a. C. Roma destruyó Cartago y subyugó los Reinos Helenísticos del este del Mediterráneo, logrando el dominio completo de todas las orillas del mar interior, que ellos llamaron Mare Nostrum. Las flotas romanas volvieron a desempeñar un papel preponderante en el siglo I a. C. en las guerras contra los piratas y en las guerras civiles que provocaron la caída de la República, cuyas campañas se extendieron a lo largo del Mediterráneo. En el 31 a. C. la gran batalla de Accio puso fin a las guerras civiles con la victoria final de César Augusto y el establecimiento del Imperio romano.
Durante el período imperial el Mediterráneo fue un pacífico «lago romano» por la ausencia de un rival marítimo, y la armada quedó reducida mayormente a patrullaje y tareas de transporte.
Sin embargo, en las fronteras del Imperio, en las nuevas conquistas o, cada vez más, en la defensa contra las invasiones bárbaras, las flotas romanas estuvieron plenamente implicadas. El declive del Imperio en el siglo III d. C. se sintió en la armada, que quedó reducida a la sombra de sí misma, tanto en tamaño como en capacidad de combate. En las sucesivas oleadas de los pueblos bárbaros contra las fronteras del Imperio la armada solo pudo desempeñar un papel secundario. A comienzos de siglo V d. C. las fronteras del imperio fueron quebradas y pronto aparecieron reinos bárbaros en las orillas del Mediterráneo occidental. Uno de ellos, el pueblo vándalo, creó una flota propia y atacó las costas del Mediterráneo, incluso llegó a saquear Roma, mientras las disminuidas flotas romanas fueron incapaces de ofrecer resistencia. El Imperio romano de Occidente colapsó en el siglo V d. C. y la posterior armada romana del duradero Imperio romano de Oriente es llamada por los historiadores Armada bizantina.

## Historia temprana

El uso del corvus contrarrestó la superior experiencia en el combate naval cartaginesa, permitiendo a los romanos establecer su hegemonía naval en el Mediterráneo occidental.

Los romanos fueron en su origen una potencia terrestre localizada en la península itálica, pero cautelosa en el mar. Durante la primera guerra púnica (264 a. C.-241 a. C.), los cartagineses, una potencia basada en el comercio marítimo, dominaban el Mediterráneo occidental y explotaban este potencial en sus luchas contra la República romana. Dado que durante la guerra la mayor parte de los combates tuvieron lugar en ultramar (especialmente en Sicilia), Roma se vio obligada a disponer de una flota que pudiera desarrollar una respuesta militar eficaz. El resultado fue la rápida construcción en el año 260 a. C. de la primera flota romana importante, compuesta por cerca de ciento cincuenta quinquerremes y trirremes, la cual operaba cerca del estrecho de Mesina, entre Sicilia y Calabria.
Roma se esforzó por anular la ventaja marítima cartaginesa, equipando a sus naves con el corvus, un nuevo invento que constaba de un gran tablón de madera con un garfio con el que se enganchaban las naves enemigas. Esto permitía a los romanos enviar a los soldados a modo de pasarela al asalto de la nave enemiga, evitando así las tradicionales tácticas de la batalla de abordaje embistiendo los cascos con el rostrum, en las cuales inicialmente eran mucho menos experimentados.
Aunque la primera acción llevada a cabo en el mar, la batalla de las Islas Lípari en el 260 a. C., terminó en una derrota para Roma, las fuerzas implicadas eran relativamente pequeñas. La neófita marina romana logró su primera victoria naval importante (triumphus navalis) más adelante ese mismo año en la batalla de Milas. Con el curso de la guerra, Roma continuó ganando batallas en el mar y adquiriendo experiencia naval. Su cadena de éxitos permitió que Roma expandiera su teatro de operaciones en el mar, alcanzando la misma Cartago.
A comienzos de la segunda guerra púnica (218 a. C.-202 a. C.), la hegemonía naval en el Mediterráneo occidental había pasado ya de Cartago a Roma. Esto hizo que Aníbal, el gran general cartaginés, cambiara de estrategia, llevando la guerra a la península itálica.

## Finales de la República

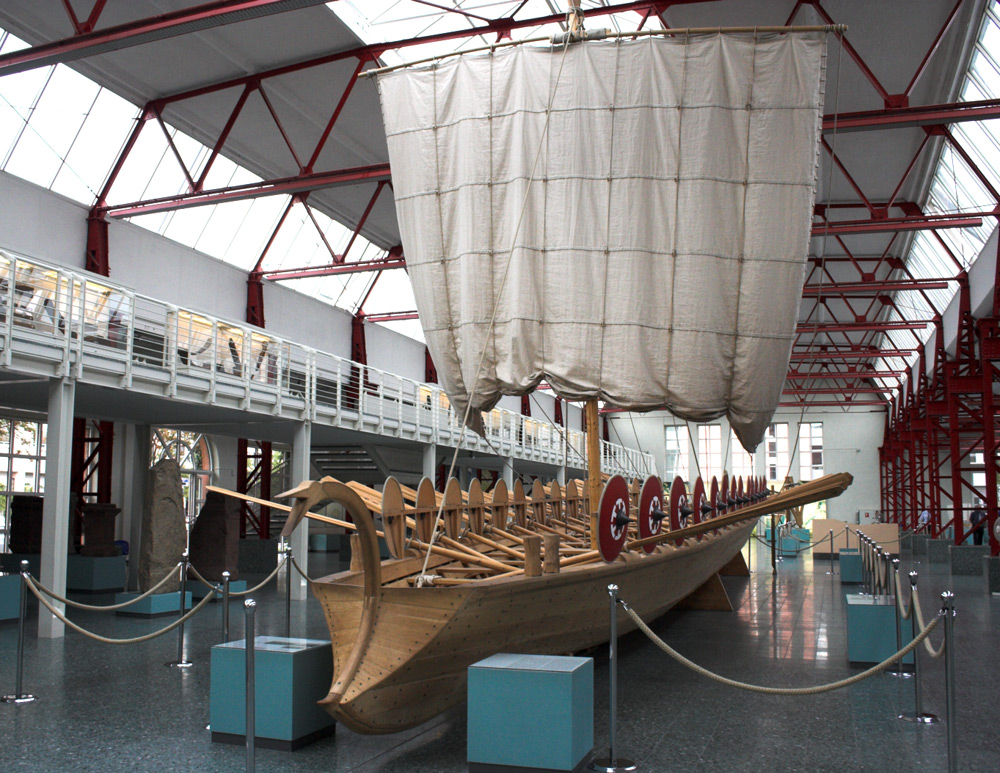
Reconstrucción de una navis lusoria.

Después de la consiguiente victoria romana sobre Cartago, no existía otra potencia marítima al oeste del mar Mediterráneo, por lo que la marina romana fue disuelta en gran parte. En ausencia de una presencia naval fuerte, la piratería prosperó a través del Mediterráneo. Roma organizaría periódicamente expediciones para dar cuenta a los piratas. Así, en el año 67 a. C. Pompeyo organizó una fuerza naval que libró eficazmente este mar de ellos durante un tiempo.
Mientras en la República romana se desataba la guerra civil, los diferentes ejércitos crearon de nuevo sus propias fuerzas navales. Sexto Pompeyo, hijo menor del anterior, en su guerra con Octavio reunió una importante flota que operaba con un gran radio de acción para amenazar Sicilia, la fuente vital de grano de Roma, lo que produjo el pánico en la ciudad por el aumento de su precio.
Octavio, con la ayuda de Marco Agripa, construyó una flota en Forum Iulii (hoy Fréjus) y derrotó a Sexto en la batalla de Nauloco en el 36 a. C., terminando con toda la resistencia pompeyana. La marina de Octavio fue puesta una vez más a prueba al luchar contra las flotas combinadas de Marco Antonio y Cleopatra en la batalla de Actium en 31 a. C. Esta última batalla naval de la República romana estableció definitivamente a Roma, con Octavio como único comandante, como la fuerza naval hegemónica en el Mediterráneo.

### Principales acontecimientos
- Primera guerra púnica

- Batalla de las Islas Lípari (260 a. C.). Victoria cartaginesa de escasa importancia.
- Batalla de Milas (260 a. C.). Victoria romana.
- Batalla de Sulci (258 a. C.). Victoria romana obtenida por el cónsul Cayo Sulpicio Patérculo.
- Batalla de Tíndaris (257 a. C.). Victoria romana.
- Batalla del Cabo Ecnomo (256 a. C.). Victoria romana. Las flotas implicadas en ambos lados fueron considerables.
- Batalla de Drépano (249 a. C.). Victoria cartaginesa.
- Batalla de las Islas Egadas (241 a. C.). Victoria romana, que condujo al final de la guerra.

- Segunda guerra macedónica

- Guerra contra Antíoco III Megas, rey seléucida.
  - Batalla del Eurimedonte (190 a. C.). Las fuerzas romanas bajo el mando de Lucio Emilio Régilo derrotan a una flota del Imperio seléucida comandada por Aníbal, la cual sería su última batalla.
  - Batalla de Mioneso (190 a. C.). La flota seléucida es derrotada por los romanos.

- Guerra civil posterior a la muerte de Julio César

- Batalla de Nauloco (36 a. C.). La flota de Octavio al mando de Marco Vipsanio Agripa derrota a las fuerzas de Sexto Pompeyo.
- Batalla de Actium (31 a. C.). Octavio derrota a las fuerzas de Marco Antonio y Cleopatra.

- Año de los cuatro emperadores (69 d. C). La flota romana apoya al emperador Otón contra el usurpador Vitelio.
- Batalla de Crisópolis (323). Flavio Julio Crispo, hijo de Constantino I, derrota a las fuerzas navales de Licinio.
- Batalla de Cabo Bon (460). La flota de los vándalos mandada por Genserico derrota a una gran armada romana de más de mil naves comandada por Basilisco.

## Almirantes
Algunos de los nombres de almirantes de la flota romana que han llegado hasta nuestros días:
- Cayo Duilio, vencedor de la batalla de Milas (260 a. C.).
- Marco Atilio Régulo, vencedor de la batalla del Cabo Ecnomo (256 a. C.).
- Cayo Lutacio Cátulo, vencedor de la batalla de las Islas Egadas (241 a. C.).
- Marco Vipsanio Agripa, vencedor de la batalla de Actium (31 a. C.).
- Plinio el Viejo, prefecto de la Classis Misenensis (77-79 a. C.)

## Composición de la marina romana

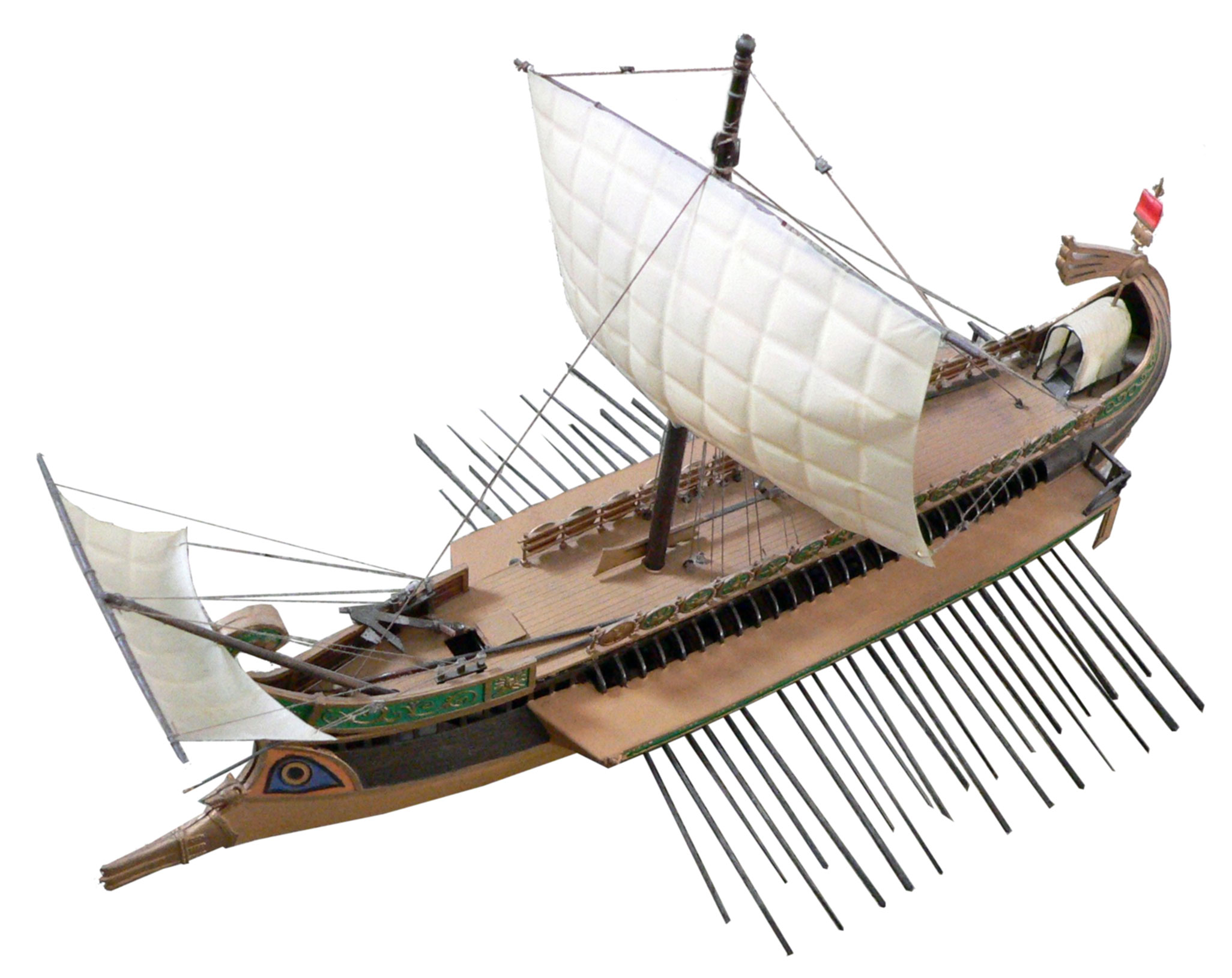
Modelo a escala de un birreme romano.

La flota del imperio romano tenía dos bases importantes, así como varias de menor categoría.
Las dos flotas principales que controlaban el Mare Nostrum fueron:
- Classis Misenensis. Creada en el 27 a. C., su base estaba en Miseno. La Classis Misenensis, posteriormente llamada Classis Praetoria Misenensis, fue creada para controlar la parte occidental del mar Mediterráneo. A los componentes de esta flota, Nerón les denominó la Legio I Classis. En el año 330, las naves se desplazaron a Constantinopla, a donde el emperador Constantino había trasladado la capital del Imperio romano. Según una inscripción hallada en Miseno, al comienzo de la era cristiana, sus principales buques de guerra eran los siguientes:

- 1 Hexarreme: Ops
- 1 quinquerreme: Victoria
- 9 cuatrirremes: Fides, Vesta, Venus, Minerva, Dacicus, Fortuna, Annona, Libertas, Olivus
- 50 trirremes: Concordia, Spes, Mercurius, Iuno, Neptunus, Asclepius, Hercules, Lucifer, Diana, Apollo, Venus, Perseus, Salus, Athenonix, Satyra, Rhenus, Libertas, Tigris, Oceanus, Cupidus, Victoria, Taurus, Augustus, Minerva, Particus, Éufrates, Vesta, Aesculapius, Pietas, Fides, Danubius, Ceres, Tibur, Pollux, Mars, Salvia, Triunphus, Aquila, Liberus Pater, Nilus, Caprus, Sol, Isis, Providentia, Fortuna, Iuppiter, Virtus, Castor
- 11 liburnas: Aquila, Agathopus, Fides, Aesculapius, Iustitia, Virtus, Taurus Ruber, Nereis, Clementia, Armata, Minerva

- Classis Ravennatis. Con base en Rávena desde el año 27 a. C., fue utilizada para controlar la parte oriental del mar Mediterráneo. En el año 330 las naves se trasladaron a Constantinopla.

En cuanto a la flotas provinciales, se tiene constancia de las siguientes:

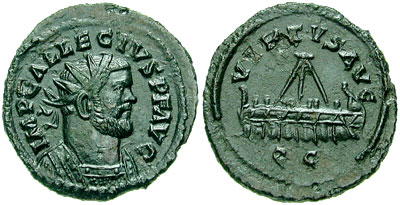
Quinario con la esfinge de Allectus y una galera grabada en el reverso de la moneda.

- Classis Britannica. Situada en Portus Itius (identificada con la actual Boulogne-sur-Mer, también llamada Gesoriacum o Bononia) en la Galia, y desde el año 296 en Rutupiae (Richborough) en Britania. Controlaba el canal de la Mancha y las aguas en torno a las islas. Esta flota desempeñó un papel importante en la invasión de esta provincia romana por Julio César. Bajo el mando de Agrícola circunnavegó Escocia, y en el 83 atacó su costa oriental. Un año más tarde, la flota alcanzó las islas Orcadas.

El control de la Classis Britannica y del puerto de Bononia permitió que dos generales romanos, Carausio y Allectus, declararan la secesión de la provincia de Britania en los años 290. Cuando Constancio Cloro, por orden de Diocleciano, recuperó Bononia, se puso fin al así llamado Imperio Británico.
- Classis Germanica. Se creó en el año 12 a. C. en Castra Vetera (Germania Inferior). Esta flota fluvial controlaba el río Rin y el mar del Norte. Después del año 50 d. C. trasladó su base principal a Colonia Agrippinensis (Germania).

- Classis Pannonica. Actuaba a partir del 35 a. C. en Aquincum (Pannonia, la moderna Budapest). Esta flota fluvial controlaba el Danubio desde Castra Regina (provincia de Recia, la moderna Ratisbona), hasta Singidunum (Moesia, la actual Belgrado). Fue reorganizada bajo la dinastía Flavia, siendo rebautizada como Classis Flavia Pannonica.

- Classis Moesica. También llamada Classis Flavia Moesica. Patrullaba el curso inferior del río Danubio y sus afluentes, el mar de Azov y, desde el año 41, el Pontus Euxinos (mar Negro) septentrional hasta la península de Crimea. Inicialmente tenía su base en Mesia para más tarde trasladarse a Sexaginta Prista (ciudad de 60 barcos), en la actual Ruse y Noviodunum.[3]

- Classis Pontica. Operaba desde el año 14 a. C., y su base estaba desde el 54/60 d. C. en Trapezus (en el Ponto). Esta classis custodiaba el mar Negro meridional.

- Classis Syriaca. Establecida en el 63 a. C., y con base desde el año 70 en Seleucia Pieriae (Siria), esta flota controlaba el mar Mediterráneo oriental y el mar Egeo.

- Classis Alexandrina. Con base en Alejandría, en la provincia romana de Aegyptus, controlaba el oeste del mar Mediterráneo.

- Classis Mauretania. Controlaba las costas africanas del mar Mediterráneo occidental y del sur de Hispania, patrullando especialmente las Columnas de Hércules. Tenía su base en Cesarea.[nota 1]

- Classis Aquitanica. Intervino en el golfo de Vizcaya. Participó en el 25 a. C. en la invasión romana de Cantabria durante las guerras cántabras y, para algunos autores, en la represión de la sublevación de los aquitanos en el año 28 a. C. Probablemente fuese una flota de circunstancias bélicas puntuales.[3]

- Classis Libyca. También llamada como Classis Nova Libyca, estaba encargada de patrullar las costas de Libia. No se menciona documentalmente hasta el año 180.[3]

## Principales puertos romanos
- Miseno

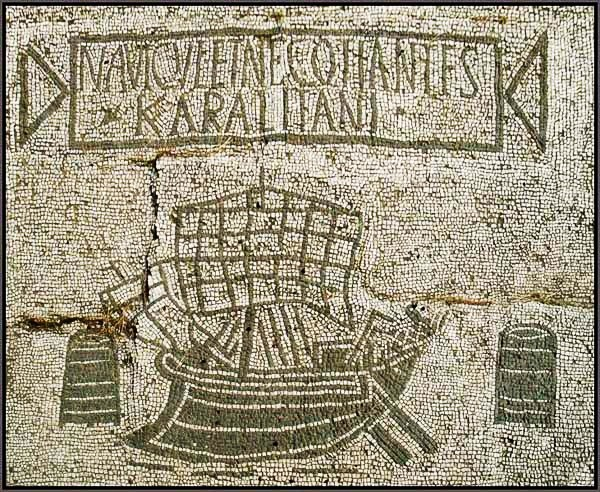
Mosaico que representa a un barco en el puerto de Ostia.

- El puerto de Classis, cerca de Rávena
- Alejandría
- Leptis Magna
- Ostia

## Nota
1. ↑  Inicialmente no era una "classis" autónoma, sino un destacamento dependiente de la "Classis Alexandrina".